# Victor Stoloff
Victor Stoloff (* 17. März 1913 in Taschkent, Russisches Kaiserreich; † 6. Dezember 2009 in New York City, Vereinigte Staaten) war ein russischstämmiger, US-amerikanischer Filmregisseur, Filmproduzent und Drehbuchautor.

## Leben
Stoloff hatte im Frankreich der 1930er Jahre an der Universität Jura studiert und dort eine École des Beaux-Arts besucht, ehe er in die USA kam. Dort arbeitete er zunächst für Warner Bros. und stellte 1942 auf der Kanadas Ostküste vorgelagerten, während des Zweiten Weltkriegs von deutschen Truppen unbesetzt gebliebenen, französischen Insel Saint-Pierre und Miquelon in seiner Funktion als Produzent und Regisseur die 19-minütige Dokumentation Little Isles of Freedom her. Für diese Arbeit erhielt Stoloff eine Oscarnominierung.
Stoloffs folgendes Œuvre erregte weit weniger Aufmerksamkeit. 1946 war er der erste US-Filmschaffende nach dem Krieg, der in Italien einen Film (Sinfonia fatale) herstellte. Die folgenden drei Jahrzehnte schrieb er diverse minderwichtige Drehbücher, inszenierte einige weitgehend unbekannt gebliebene Filme, darunter 1952 in Ägypten das erste größere Werk mit Eddie Constantine (Egypt by Three) und einige frühe TV-Produktionen, und produzierte sporadisch sowohl für das Kino als auch für das Fernsehen. In den 40er und frühen 50er Jahren half Victor Stoloff William Dieterle auch als Dialogregisseur bzw. Technischer Berater bei einigen seiner Inszenierungen aus, darunter Kismet (mit Marlene Dietrich), Liebesbriefe, Die Liebe unseres Lebens und Liebesrausch auf Capri. An dessen Film Vulcano war er 1949 überdies am Drehbuch beteiligt.

## Filmografie
- 1942: Little Isles of Freedom (Kurzfilm, Regie und Produktion)
- 1946: Sinfonia fatale (Drehbuch, Regie)
- 1949: Vulcano (Volcano) (Drehbuchbeteiligung)
- 1953: Egypt by Three (Regie, Produktion)
- 1958: She Gods of Shark Reef (Drehbuch)
- 1959: La peccatrice del deserto (Drehbuch)
- 1960/61: Vilma and King (Regie bei zwei Folgen der TV-Serie)
- 1962: Ohne Moral (Of Love and Desire) (Produktion und Storyvorlage)
- 1966: Intimacy (Regie)
- 1971: The 300 Year Weekend (Regie, Produktion und Drehbuch)
- 1971: Why (Regie)
- 1977: Mit Agenten spielt man nicht (The Washington Affair) (Regie und Produktion)